# كتيب الوصفات الوطني البريطاني
كُتَيِّبُ الوَصْفاتِ الوَطَنِيّ البريطانيّ أو كُتَيِّبُ الوَصْفاتِ البريطانيّ (بالإنجليزية: British National Formulary)‏ ويُدعى اختصاراً BNF هو مصدر طبي وصيدلاني يحتوي معلومات واسعة حول علم الصيدلة والوصفات الطبية ومعلومات أخرى حول الأدوية توفرها هيئة الخدمات الصحية الوطنية مثل الاستطباب ومضاد الاستطباب والجرعات ورد الفعل السلبي وغيرها، إضافة للأسماء التجارية والعلمية للأدوية وأسعارها وبعض المعلومات المهمة الأخرى.

## نسخ سابقة
- نسخة 65 التي صدرت في آذار 2013
- نسخة سابقة 66 التي صدرت في أيلول 2013
- نسخة سابقة 68 التي صدرت في أيلول 2014
- نسخة سابقة 70 التي صدرت في أيلول 2015
- نسخة سابقة 71 التي صدرت في آذار 2016
- نسخة سابقة 72 التي صدرت في أيلول 2016

## روابط خارجية
- الموقع الرسمي